# 捷藍航空
捷藍航空是美國一家低成本航空公司，由捷藍航空公司（JetBlue Airways Corporation，NASDAQ：JBLU）擁有。主要營運美國內陸航線和來往加勒比海，中美洲，南美洲和欧洲的國際航線。總部設於紐約市皇后區的長島市（英語：Long Island City），捷藍航空最大的樞紐亦設於甘迺迪國際機場。在不是三大航空联盟的前提下与多家航司签有代码共享协议，包括寰宇一家、天合联盟和星空联盟成员。

## 歷史

### 成立
捷蓝航空于1998年8月在特拉华州成立，总部设于皇后区森林山。创始人大卫·尼勒曼于1999年8月创立"NewAir"亦是捷蓝航空的前身。部分捷藍航空高管，包括尼勒曼本人也曾是西南航空的前僱員。西南航空推出廉價航線後捷藍航空就開始著手成立，與其他廉價航空不同，捷藍航空以舒適環境為賣點（如個人電視、真皮坐椅等）。尼勒曼称：“捷藍航空的誕生就是為了「把人道帶回航空旅遊中」”。捷蓝航空在机队选择和其他低成本航司无异，主要采用单一机队以降低维护成本。捷蓝则选择订购空中客车A320为起始机队。
1999年9月，捷蓝航空在約翰·甘迺迪國際機場取得75个起飞和降落席位，并在2000年2月收到美国联邦交通部的公共事业运营证，并于同年2月11日开始运营，提供前往布法罗和劳德代尔堡的服务。

捷藍航空創立人團隊曾經打算把航空公司命名為「Taxi」並把機身塗裝成黃色，以讓乘客聯想到紐約計程車，但因種種原因而被放棄。包括紐約計程車的負面形象、計程車（taxi）一詞易與航空術語「滑行（taxi）」混淆、投資者摩根大通亦威脅如果公司名稱不更改就會撤去2,000萬美元的資金。他們也曾經想過把公司基地設在紐澤西州的翠頓（Trenton），但同樣得不到太大支持。

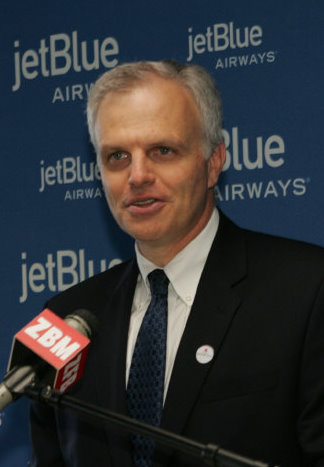
尼勒曼于2006年的一次演讲

### 2000年代
捷藍航空是少數幾家能在911事件之後維持盈利的美國航空公司之一。於2002年首次公開募股並於納斯達克上市，捷藍航空成為有史以來最受歡迎的航空股份，截止2023年8月21日，其市值已經達到21.16亿美元。2002年到2004年間捷藍航空的財務狀況仍然十分穩健，它的成功獲得很多分析員和新聞記者的讚賞。其他航空公司都爭相仿傚捷藍航空成立廉價航空，達美航空成立了Song，而聯合航空則成立了泰德航空。Song只營運了3年便結束，泰德航空則运营至2009年1月便宣告結束。
2002年，捷藍航空以4,100萬美元現金收購LiveTV 。LiveTV為捷藍航空每個坐位提供36條DirecTV衛星直播電視頻道。2004年捷藍航空宣佈會增加100條頻道，包括天狼星XM電台、福克斯廣播公司和二十世紀福斯的電影。
捷藍航空並未有跟隨其他大型航空公司向乘客售賣零食以增加收入，反而在廣告中鼓勵乘客使用召喚鈴（"encourage you to use the call button"），以宣傳他們的殷勤服務。

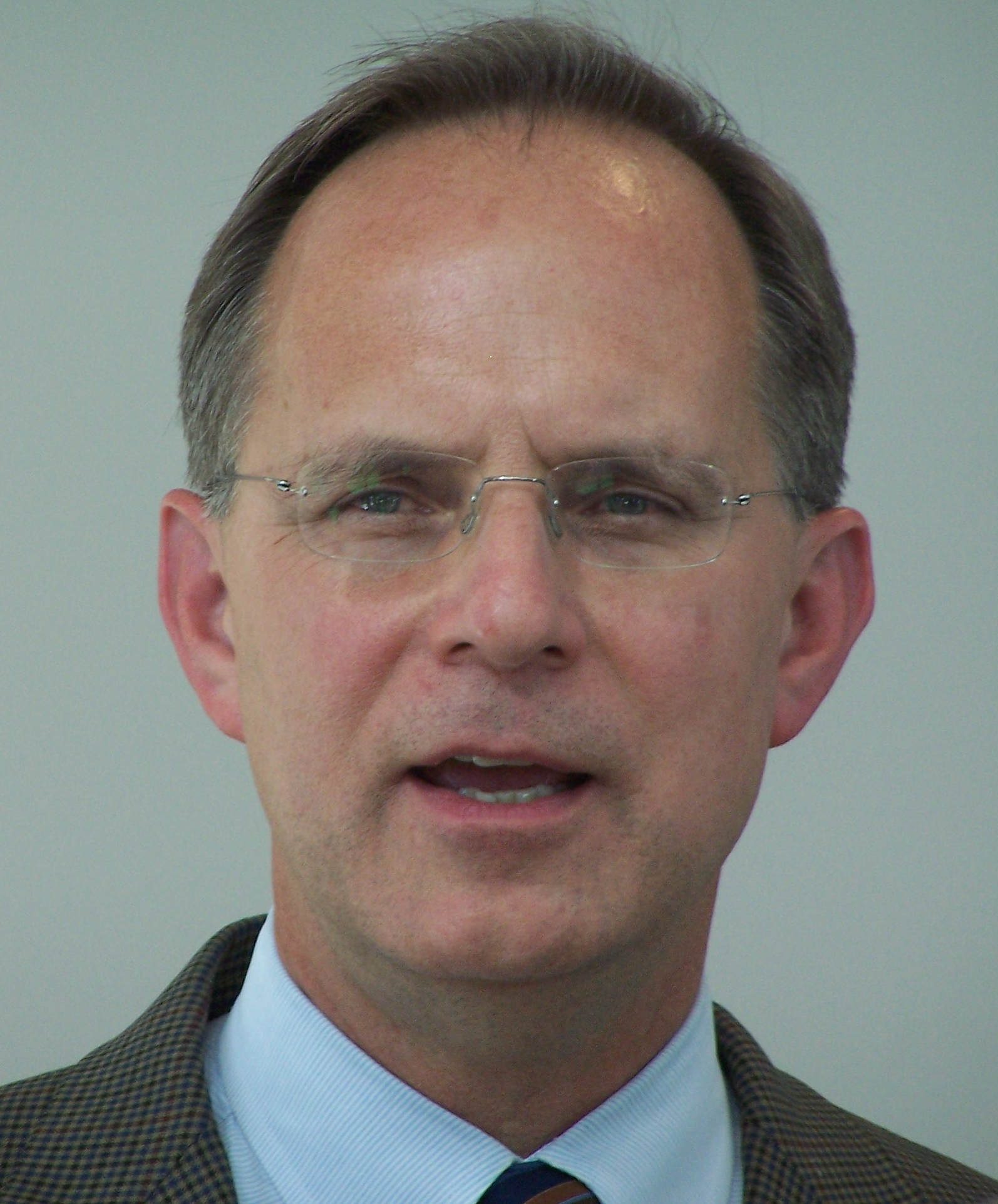
大卫·巴杰于2010年10月的一次演讲。

隨著盈利屢創新高，捷藍航空購入更多新飛機加強航線網絡。於2004年6月10日開辦首條國際航線，紐約至多明尼加共和國的聖多明哥。2004年12月開辦往巴哈馬首都拿騷，2006年5月4日擴展到百慕達，2006年9月15日往阿魯巴的航線亦會啟航。
2004年，捷藍航空開辦由拉瓜地亞機場起飛的航班。2005年再擴展到紐華克自由國際機場，令紐約市三個主要機場均有捷藍航空的航班服務。同年將甘迺迪國際機場來往波士頓的航線增加到每日10班，由100座的E190飛行。
2005年10月，捷藍航空宣佈由於油價高企，其季度盈利由810萬美元大跌到270萬美元。而且，捷藍航空仍然有大量巴航E190投入服務。運作問題、油價、其本身的服務品質令其盈利能力不斷下降。雖然如此，捷藍航空仍繼續如期擴展，宣佈2006年將再增加36架新飛機。
2006年2月，捷藍航空公佈2005年第4季度業績，錄得自成立以來首次虧損，達4,240萬美元，足以令2005年整年虧損。2006年首季仍然錄得赤字，並預期2006年整年均會錄得虧損。第一季度業績公佈後，首席執行官大衛·尼勒曼，總裁大衛·巴格和首席財務官約翰·奧文推出重回盈利軌道的計劃，詳細列出如何削減成本和增加收入。2006年第二季，捷藍航空轉虧為盈，錄得1,400萬美元盈利。
2006年12月，捷蓝航空在其A320机队上拆除了一排座椅，以减轻空重至904磅（410 千克）。据美国联邦航空局的规定，每50个座位需配备1名乘务员。在拆除座位后，乘务员人数从4人减少至3人，拆除座椅的损失则被节省人力和油耗的成本抵消。
2007年1月，捷蓝航空转亏为盈，2006年第四季度实现盈利，扭转了去年同期季度亏损的局面。2006年全年亏损100万美元，而2005年则全年亏损2000万美元。捷蓝航空是少数几家能在季度实现盈利的主流航司之一。
2007年7月，捷蓝航空的财务状况开始好转，但在2007年2月，一场暴风雪袭击了美国东北部和中西部地区，使其航司运营陷入混乱。由于捷蓝航空奉行永不取消航班的承诺，即使在暴风雪来袭时也没有取消航班，航司被迫将多架飞机停飞。因此，乘客只能在机场等待航班起飞。小部分已经登机的乘客在停机坪上等待了数小时，也不允许下飞机。最终，由于天气原因，航空公司最终取消了大部分航班。据报道，捷蓝航空因此损失多达3000万美元。
同年，捷蓝航空的巴西航空工业E190机队出现可靠性问题。在几个月的时间里，捷蓝航空与快捷航空（ExpressJet） 签订合同，由快捷航空代替捷蓝航空运营四架巴西航空工业ERJ-145支线客机。在此期间，两家E190飞机被送往田纳西州纳什维尔的巴西航空工业公司维修厂。快捷航空负责运营在波士顿和水牛城以及华盛顿杜勒斯之间的航线，也在运营纽约肯尼迪机场和俄亥俄州哥伦布（已终止）以及弗吉尼亚州里士满之间的航线。
2007年7月，捷蓝航空公司与20世纪福克斯旗下电影《辛普森一家》（The Simpsons Movie）合作，成为 "春田机场官方航空公司"。捷蓝航空公司的网站也被重新设计，并加入了剧中人物和他们最喜爱的捷蓝航点，航司则由剧中/电影中的反派商人蒙哥马利·伯恩斯掌管。
2007年12月7日，捷藍航空宣佈，將於同年12月11日提供無線上網服務，首架提供此服務的航班將於12月11日首航，從紐約飞往三藩市。
2008年3月19日，捷蓝航空将奥兰多增列为通往加勒比海地区、墨西哥和南美洲航点的的重点城市。从奥兰多国际机场出发的新增国际航线包括坎昆、布里奇顿、波哥大、拿骚、哥斯达黎加圣何塞和多米尼加共和国圣多明各。在增加新航线的同时，捷蓝还为在其捷蓝大学培训基地的学员提供292间宿舍，最终于2015年启用。
2008年8月4日，据美联社报道，捷蓝航空将用环保枕头和毛毯套装取代可回收枕头及毛毯，乘客可购买使用。捷蓝航空称，预计将从选择购买额外腿部空间座位的乘客获利4000万美元，从支付15美元托运第二件行李的乘客获利2000万美元。2008年9月，捷蓝航空开始根据航班长度向旅客出售额外支付10至30美元的拥有更多腿部空间的座位。
2025年5月29日，捷藍航空宣怖與聯合航空組成全新合作關係「藍天聯盟」(Blue Sky)，目標整合雙方在紐約地區的營運資源，並實現其合作伙伴 — 美聯航重返約翰·甘迺迪國際機場 (JFK) 的多年夙願。根據雙方聲明，該協議未來將允許兩家航空公司互相銷售機位、累積常旅客里程，並共享精選航班時段與旅遊附加服務平台。而項目最快將於今年秋季啟動，完整計劃則預計 2027 年正式落地。依協議內容，捷藍則獲得八個美聯航在紐瓦克機場 (EWR) 黃金時段航班的操作權，而美聯航將可藉由捷藍取得最多七個每日來回 JFK 航班的時段。

## 航点
截至2023年8月，捷藍航空服务北美、中美、南美的102个航点，覆盖国家包括阿魯巴、巴哈马、巴巴多斯、百慕大、哥伦比亚、哥斯达黎加、古巴、多明尼加、厄瓜多尔、格林纳达、牙买加、墨西哥、秘鲁、波多黎各、荷屬聖馬丁、圣卢西亚、千里達及托巴哥、特克斯和凯科斯群岛。英国，法国，荷兰和美国。

### 代码共享
捷藍航空与以下航司由签署班號共用协议：
- 爱尔兰航空
- 藍色巴西航空[40]
- 以色列航空[41]
- JetSuiteX（英语：JetSuiteX） [42]
- 夏威夷航空
- 南非航空
- 波特航空
- 塞尔维亚航空
- 卡塔尔航空
- 新加坡航空
- 聯合航空

## 機隊

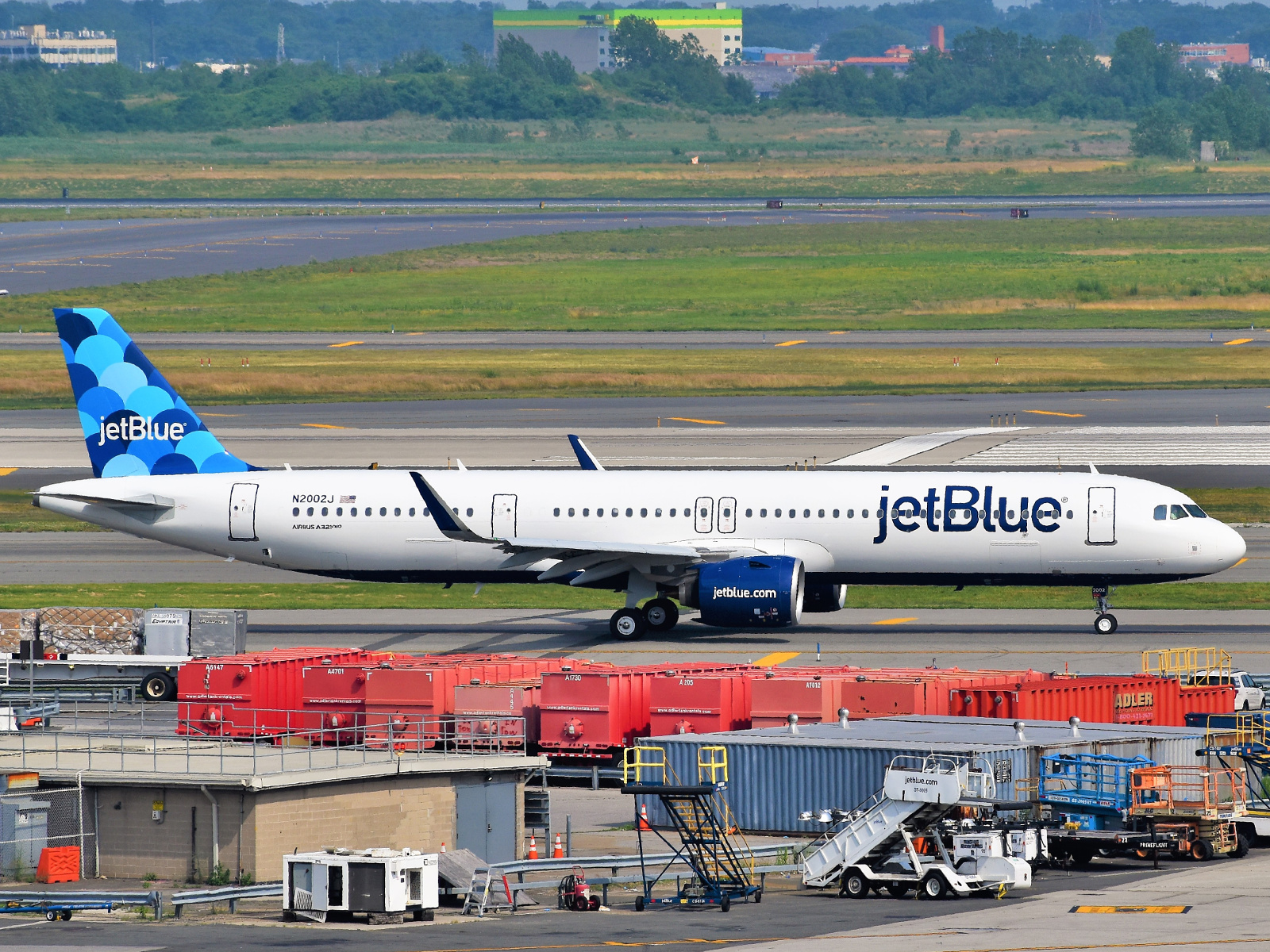
一架捷蓝航空的A321-271NX型客机于約翰·甘迺迪國際機場

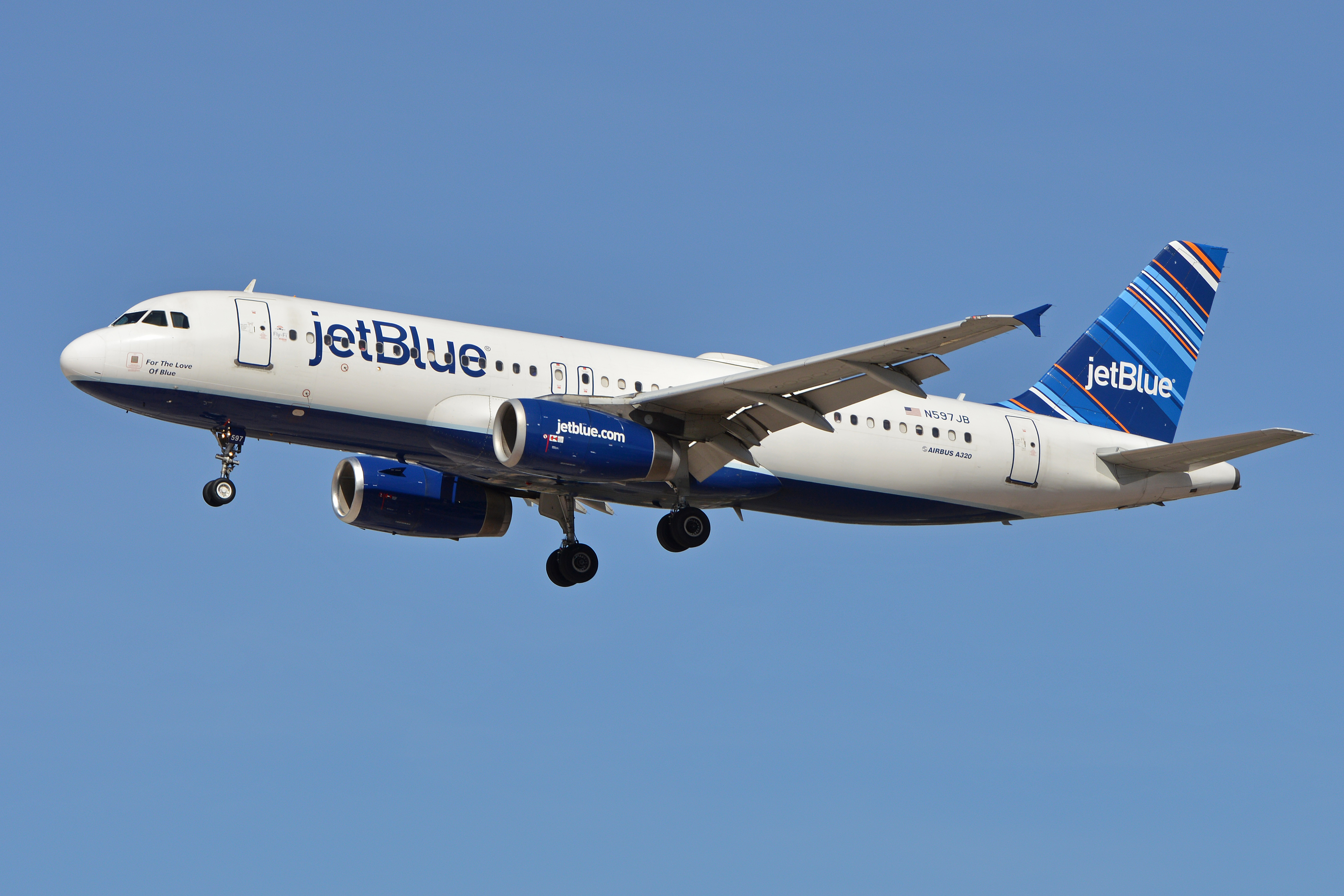
捷蓝航空A320-200

截至2023年8月，捷藍航空的平均機齡為12.7年。

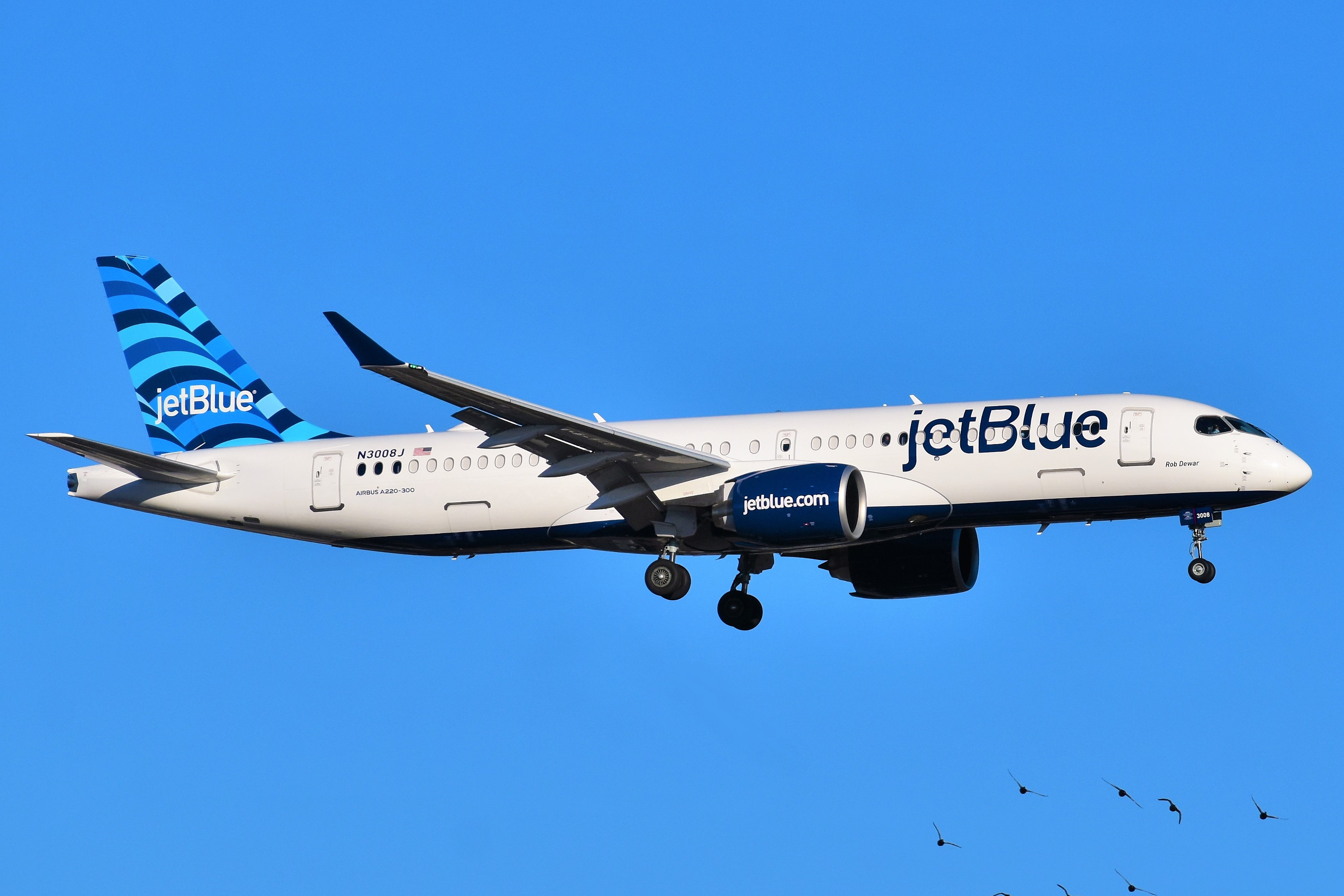
捷蓝航空A220-300

## 機身色彩

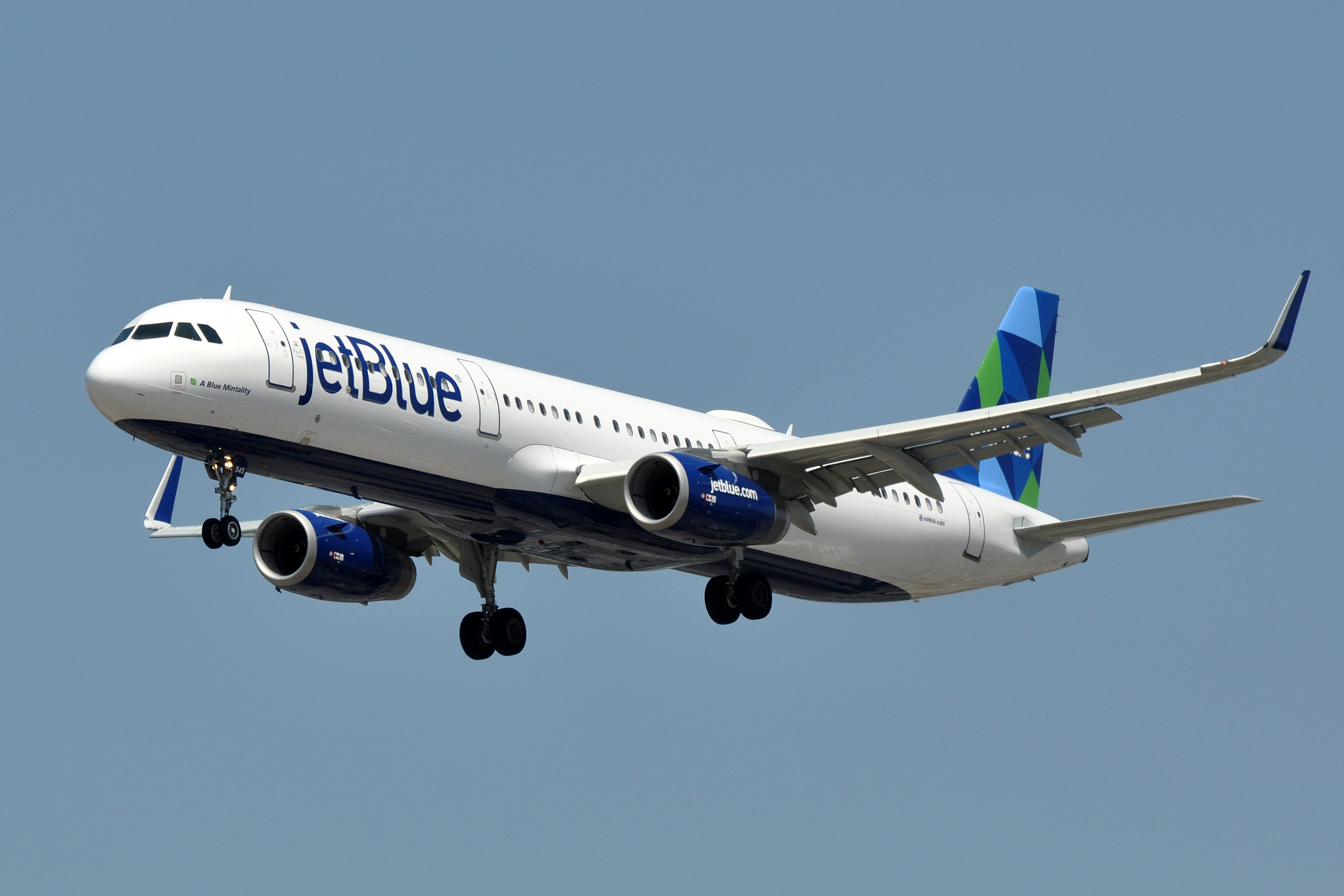
一架被命名为“A Blue Mintality”的Mint布局空中客车A321。

捷藍航空的機身以白色為主，機腹為深藍色，及在機身前端寫上以「Blue」為主題的機隊名稱，如「Honk If You Love Blue」、「100% Blue」、「Simply Blue」、「Woo Hoo JetBlue」等。而每架飛機的機尾方向舵則被髹上不同的藍色色調及不同的幾何圖案及白色的「jetBlue」字樣。捷藍航空為慶祝接收第100架空中巴士A320客機，特別在她的第100架空中巴士A320型客機上加上「Our 100th A320」字句及命名為「Blue 100」，機尾則在深藍色的底色上，以淺藍色髹上多個不同的「100」字樣。在配备Mint的飞机上则会带有为“Mint”主题的名称例如“Minterial Girl”，“The EleMint of Surprise”，“Mint Mint, Wink, Wink”等。

## 僱員
捷藍航空有大約18,000名僱員。顧客支援服務是由在猶他州家中工作的僱員提供，為捷藍航空省下一大筆成本。捷藍航空有約20%機票經過電話出售，其餘的則經過網路銷售。

## 事故

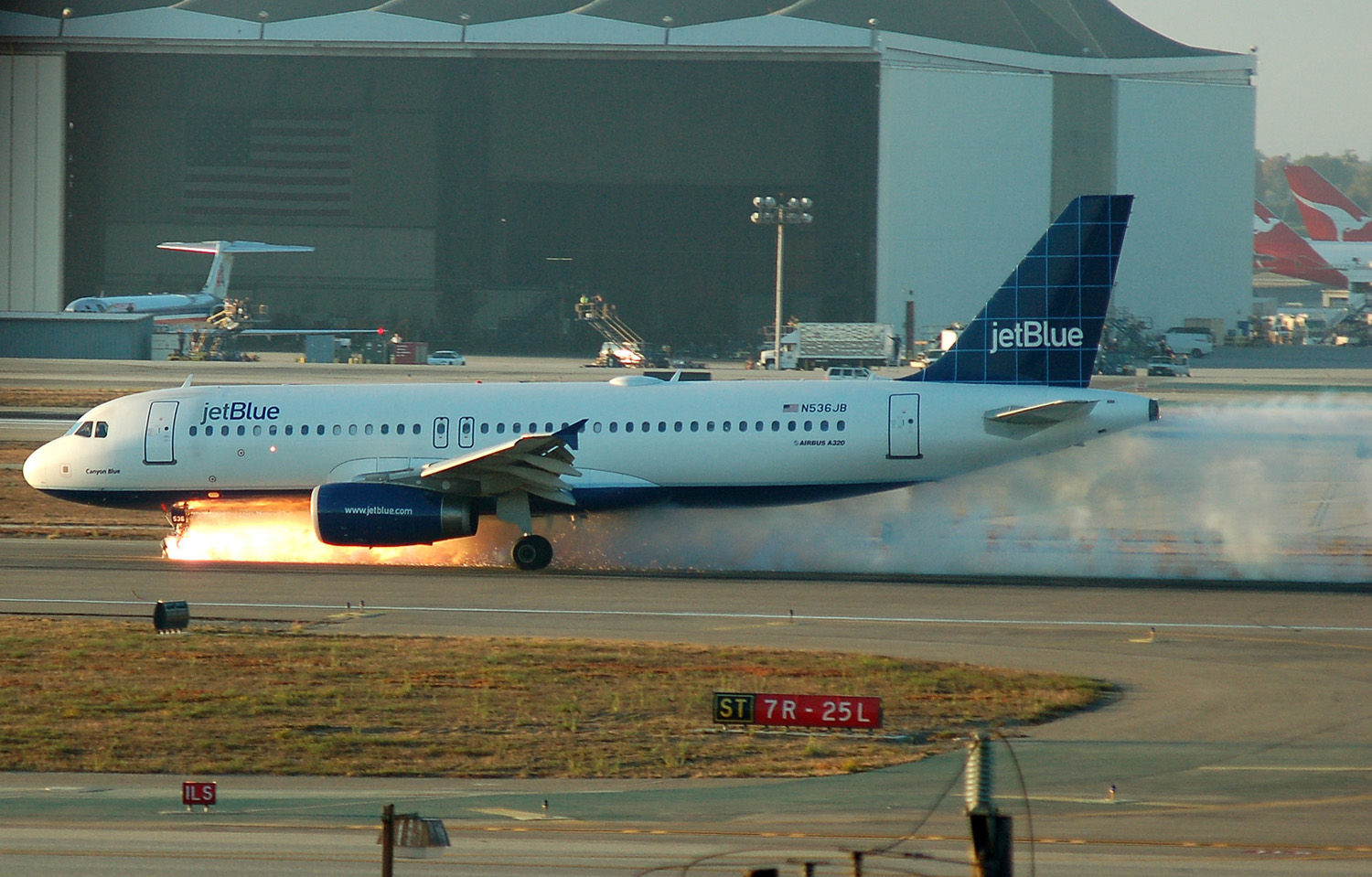
捷藍航空292號班機的空中巴士A320緊急降落洛杉磯機場一刻，發生故障的鼻輪與地面摩擦產生火花

- 2005年9月21日：捷藍航空292號班機，一架空中巴士A320-232型客機原定由洛杉磯飛往紐約，起飛後發現前起落架不但不能收回，並且與正常方向成90度扭轉。機長最後決定耗盡燃料後緊急降落洛杉磯國際機場。除飛機鼻輪損毀，人機安全。
- 2010年9月9日美國花花公子雜誌模特兒21歲的蒂芬妮‧李文斯頓（Tiffany Livingston）搭乘捷藍航空522航班從佛羅里達州奧蘭多飛往新澤西州紐華克，途中恐慌症突發，企圖要在飛行中約3,000公尺（10,000英尺）的高空打開機門。飛機落地後她即被美國联邦调查局人員逮捕，偵訊數小時後獲釋[45][46]。

## 外部連結
- 捷藍航空官方網頁 （页面存档备份，存于）
- 捷藍航空機隊平均機齡 （页面存档备份，存于）
- 捷藍航空機隊細節 （页面存档备份，存于）
- 訪問捷藍航空CEO大衛·尼勒曼[永久]